# Passport (automerk)
Passport (Passeport in het Franse taalgebied van Canada) was een Canadees autoverdelersnetwerk van General Motors. Het bedrijf voerde tussen
1988 en 1991 auto's in van Isuzu en Saab, alsook Daewoo's variant van de
Opel Kadett E onder de eigen merknaam als Passport Optima en Passeport Optima (Quebec) werd verkocht.
In 1991 veranderde GM Canada van strategie en werd Passport opgeheven. De Optima werd overgeheveld naar het nieuw
gecreëerde importmerk Asüna dat slechts twee jaar zou bestaan. Isuzu en Saab gingen samen met
Saturn een verdelersnetwerk vormen.
Buick · Cadillac · Chevrolet · Corvette · GMC

Voormalige merken:
Acadian (1962–1971) · Asüna (1992–1995) · Beaumont (1966–1969) · Bedford Vehicles (1930–1986) · Daewoo (1999–2011) · Elmore (1893–1912) · Geo (1989–1997) · Holden (1931-2021) · Hummer (1992–2010) · LaSalle (1927–1940) · Marquette (1929–1930) · McLaughlin automobile (1918–1942) · Oakland (1907–1931) · Oldsmobile (1897–2004) · Opel (1929-2017) · Passport (1988–1991) · Pontiac (1926-2010) · Ranger (1968–1976) · Saab (1989-2010) · Saturn (1985–2010) · Scripps-Booth (1913–1923) · Statesman (1971–1984) · Vauxhall (1925-2017) ·  Viking (1929–1931) · Yellow Coach (1925–1943)